# Порой (Липецкая область)
Поро́й — крупное село Трубетчинского сельского поселения Добровского района Липецкой области. Расположен в истоке пересыхающей речки Поройки (Порой), правого притока реки Мартынчик (бассейн реки Воронеж).
В документах 1678 года отмечается село Поро́йское.
Некогда здесь находилась Романовская мужская Поройская пустынь (монастырь); в 1764 года её упразднили. По мнению краеведов, в том числе В. А. Прохорова, село могло начинаться именно с пустыни и возникнуть в середине XVII века.
Этимология связана с рекой Поройкой (Порой).
Сегодня в Порое есть Архангельская церковь (1836, региональный ), молочно-товарная ферма, фельдшерско-акушерский пункт, средняя общеобразовательная школа.
В 4 км восточнее находится центр поселения — село Трубетчино.

## Население
| 2006 | 2010 | 2012 | 2013 | 2014 | 2015 | 2016 |
| ---- | ---- | ---- | ---- | ---- | ---- | ---- |
| 653  | ↘549 | ↘535 | ↘520 | ↘491 | ↘464 | ↘461 |
| 2017 | 2018 | 2021 |      |      |      |      |
| ↘442 | ↗443 | ↗616 |      |      |      |      |